# NGC 2425
NGC 2425 je otvoreni skup u zviježđu Krmi. 

## Vanjske poveznice
- SEDS: NGC 2425